# Chiostro di Montecalvario
Il Chiostro di Montecalvario è un chiostro monumentale di Napoli situato in via Montecalvario ed annesso all'omonima chiesa.
Il chiostro fu eretto nel XVI secolo, dai frati Osservanti di San Francesco grazie ad una concessione di 250 scudi annui da parte della nobildonna Ilaria d'Apuzzo, che rense possibile la costruzione del complesso. 
Nel XIX secolo le suore della comunità di San Vincenzo de' Paoli e da Santa Luisa di Marillac giunsero a Napoli dalla Francia acquistando dallo Stato il monastero francescano. 
In quel secolo il monastero ebbe uno dei ruoli più importanti della città; oggi, di questo edificio non rimane che il porticato rettangolare in piperno.